# Deinopis guianensis
Deinopis guianensis là một loài nhện trong họ Deinopidae.
Loài này thuộc chi Deinopis. Deinopis guianensis được miêu tả năm 1874 bởi Władysław Taczanowski.